# Liotina montamarina
Liotina montamarina is een slakkensoort uit de familie van de Liotiidae. De wetenschappelijke naam van de soort is voor het eerst geldig gepubliceerd in 2001 door Okutani.